# Eckhard Pache
Eckhard Pache (* 1961 in Essen) ist ein deutscher Jurist und Hochschullehrer.

## Leben
Nach der Promotion 1993 an der Universität Bielefeld zum Dr. iur. und der Habilitation 2000 in Hamburg lehrt er seit 2002 an der Julius-Maximilians-Universität Würzburg auf dem Lehrstuhl für Staatsrecht, Völkerrecht, Internationales Wirtschaftsrecht und Wirtschaftsverwaltungsrecht.

## Schriften (Auswahl)
- Der Schutz der finanziellen Interessen der Europäischen Gemeinschaften. Duncker & Humblot, Berlin 1994, ISBN 3-428-07950-7 (zugleich Dissertation).
- Tatbestandliche Abwägung und Beurteilungsspielraum. Zur Einheitlichkeit administrativer Entscheidungsfreiräume und zu deren Konsequenzen im verwaltungsgerichtlichen Verfahren. Versuch einer Modernisierung. Mohr Siebeck, Tübingen 2001, ISBN 3-16-147599-2 (zugleich Habil.-Schrift).
- mit Matthias Knauff: Verwaltungsprozessrecht. Nomos, Baden-Baden 2005, ISBN 3-8329-0854-4.
- mit Meinhard Hilf, Meike Richter: Rechtsgutachten zum Kommissionsvorschlag einer neuen Tabakproduktrichtlinie. Nomos, Baden-Baden 2014, ISBN 978-3-8487-1146-8.